# Riich G6
La Riich G6 est un modèle de berline fabriquée par la filiale Riich du constructeur automobile chinois Chery de 2010 à 2013, avec des prix allant de 189 800 à 259 800 yuans.

## Limousine Riich G6 Paramount
Une version limousine de la Riich G6, propulsée par un moteur L4 2.0 Turbo de 160 ch, a été dévoilée lors du Salon de l'auto de Shanghai de 2011,.